# Lista över studenttidningar i Sverige
Det här är en lista över studenttidningar i Sverige. Studenttidning är en tidning som drivs av studenter vid en högskola eller universitet, utan direkt koppling till skolans ledning. Vissa tidningar ges ut av studentkårer, andra av nationer eller andra föreningar verksamma vid högskolan.

## Studentkårstidningar
- Ergo — Uppsala studentkår, Uppsala universitet
- EDIT. — Jönköping Student Union, Högskolan i Jönköping
- Farmis-Reptilen — Farmacevtiska Studentkåren, Uppsala universitet
- Femte Statsmakten — JMK:s studentkår, Stockholms universitet
- Gaudeamus — Stockholms universitets studentkår, Stockholm universitet. Nedlagd sedan 2017
- Gefla Högtryck — Gefle studentkår, Högskolan i Gävle
- Götheborgske Spionen — Göteborgs universitets studentkårer, Göteborgs universitet
- Hermes — Handelshögskolans i Stockholm studentkår, Handelshögskolan i Stockholm
- Kelen — Dalarnas studentkår, Högskolan i Dalarna
- Kåranen — Mälardalens Studentkår, Mälardalens universitet
- Kåridåren — Studentkåren i Sundsvall, Mittuniversitetet
- Karlstads studenttidning — Karlstad Studentkår, Karlstads universitet
- Lithanian — Linköpings teknologers studentkår, Linköpings universitet
- Lundagård — Lunds studentkår/Lunds universitets studentkårer, Lunds universitet
- Lösnummer — Örebro studentkår, Örebro universitet
- Mahskara — Studentkåren Malmö, Malmö universitet
- Medicor — Medicinska föreningen i Stockholm, Karolinska Institutet
- Minimax — Handelshögskolan i Stockholms studentkår, Handelshögskolan Stockholm
- Motvinden — Halmstad studentkår, Högskolan i Halmstad
- Osqledaren — Tekniska Högskolans Studentkår, KTH
- Polmagasinet — Uppsala Politicesstuderande, Uppsala universitet
- Reversen — Föreningen Uppsalaekonomerna, Uppsala universitet
- Shick — Linnéstudenterna, Linnéuniversitetet
- SODA — SöderS, Södertörns högskola
- Sonden --- Medicinska föreningen i Skåne, Lunds universitet
- Techna — Uppsala teknolog- och naturvetarkår, Uppsala universitet
- Tofsen — Chalmers studentkår, Chalmers tekniska högskola
- Ultunesaren — Ultuna studentkår, SLU Uppsala
- Vertex — Umeå studentkår och Umeå naturvetar- och teknologkår, Umeå universitet. Lades ner 2020

## Studentnationstidningar

### Linköping
- Bla't — Västgöta nation, Linköping
- Fåraherden — Gotlands nation, Linköping
- -utskick t.ex. Vårutskick — Stockholms nation, Linköping
- Wermlands Nations Tidning — Wermlands Nation, Linköping

### Lund
- Calmare Nyckel — Kalmar nation
- Dackekuriren — Smålands nation, Lund
- Gripen — Malmö nation
- Helsingkroniten — Helsingkrona nation
- Herulens Hærold — Blekingska nationen, Lund
- Natio Gothoburgensis — Göteborgs nation, Lund
- Ostroskopet — Östgöta nation, Lund
- Samojeden — Wermlands nation, Lund
- Student Lundblad — Lunds nation, Lund
- Tidskriften Malmö Nation – Malmö nation
- Tuppluren — Kristianstads nation, Lund
- Väderö — Hallands nation
- Västgötas Värld — Västgöta nation, Lund
- Syskånbladet — Sydskånska nationen

### Umeå
- GHaDden — Gästrike Hälsinge Dala nation, Umeå
- Umindalen — Finlandssvenska nationen, Umeå
- Ångtrycket — Ångermanlands nation, Umeå

### Uppsala
- Aktuellt — Södermanlands-Nerikes nation, Uppsala
- Ghasetten — Gästrike-Hälsinge nation, Uppsala
- Gyckeln — Kalmar nation, Uppsala
- Halta Lejon — Göteborgs nation, Uppsala
- Holmiensis — Stockholms nation, Uppsala
- Lambskallet — Gotlands nation, Uppsala
- Landskapsposten — Västmanlands-Dala nation, Uppsala
- Norrlands Varjehanda — Norrlands nation, Uppsala
- Nya Phosphoros — Östgöta nation, Uppsala
- Rasken — Smålands nation, Uppsala
- Uplands nations blad — Uplands nation, Uppsala
- Wermlandus — Värmlands nation, Uppsala
- Västgöta Correspången — Västgöta nation, Uppsala

## Fristående studenttidningar

### Gävle
- Ekot — utges av Gavlecon

### Göteborg
- Tidskriften IDÉ – drivs av studenter

### Helsingborg
- CampusHBG — drivs ideellt

### Jönköping
- JIBS United Magazine — Jönköping International Business School

### Linköping
- Linopressen— drivs ideellt

### Lund
- Akademikern — drevs av studenter. Lades ner 2017
- Hent i Hus E (HeHE) — Elektrotekniska sektionen, Lunds Tekniska Högskola

### Karlstad
- Goodwill — utgavs av KarlEkon. Lades ner innan 2020

### Kristianstad
- Ceforum — utges av Cefyrekon

### Stockholm
- Stockholm Banco — utgavs av Föreningen Ekonomerna. Lades ner 2018 med ambition att återinföras
- iUSBÄRAREN — utges av Juridiska föreningen Stockholm
- ESSET — utges av S-Sektionen, KTH

### Uppsala
- Bladmagen — utges av Veterinärmedicinska föreningen
- Hemmets Hærold — utges av Nykterhetsvännernas Studenthem
- Jamtlands Tidning — utges av Jamtamot
- Recentior — utges av Kuratorskonventet
- Roten – utges av Litteraterna
- Synapsis —  utges av Medicinska Föreningen Uppsala
- Verkligheter — utges av Genusföreningen vid Uppsala universitet

### Umeå
- Ekbladet — utges av HHUS

### Växjö
- ASSAR — utges av Ekonomihögskolan I Växjös Studentförening (EHVS)